# 劉光第故居
劉光第故居位於四川省自貢市富順縣，文物遺址年代判定為清。2012年7月16日公佈為第八批四川省文物保護單位。
劉光第故居住於四川省自貢市富順縣趙化鎮，由原劉光第故居、劉光第舊居、明月樓、劉光第墓原址組成，統稱劉光第故居。
劉光第故居坐南向北，建於清光緒年間，建築占地面積89.5平方米；故居為“戊戌六君子”之一劉光第先生幼年及少年居住地，處於街道南側一列民房中；建築為木結構，懸山式屋頂，穿鬥式結構，竹編牆體，小青瓦屋面，木板門牆，面闊一間，進深22.1米，粱架保存完整，屋內保存部分窗格、閣樓、裙板，具有典型川南民居建築風格。
劉光第舊居住于自貢市富順縣趙化鎮普安村4組，坐北向南，建築占地面積73.1平方米；該建築為劉光第先生生前同家人生活地；舊居為單簷懸山式建築，小青瓦屋面，穿鬥式結構，通高5.6米，面闊三間，進深6.2米，明問門牆裙板、花窗裝，屋身上部和側牆為竹編牆體。
明月樓位於自貢市富順縣趙化鎮趙化社區掛香池街，坐北向南，修建於清代，占地面積144.43平方米，建築面積141.67平方米；此屋是劉光第先生少年時讀書私館；該建築為一樓一底的磚木結構，四合院佈局，懸山式屋頂，小青瓦屋面，穿鬥式結構；大門面向掛香池，經門廊，中間設天井一口，兩側對稱偏房；天井北面佈局橫排房屋三間，廊閏設木樓梯，樓上木欄回廊四面佈局房間；整座建築佈局規整，建造緊湊，設計秀巧，具有一定的歷史、藝術價值。
劉光第墓原址位於自貢市富順縣趙化鎮普安村4組的富瀘公路旁，坐南向北，修建於清光緒二十三年(1898)占地面積約18平方米；該墓為土堆砌築，平面呈橢圓狀，長5米，寬3.5米，高1.2米，墓前立標誌牌2塊。
2009年，劉光第故居被自貢市人民政府公佈為市級文物保護單位。